# 프란스 에밀 실란패
프란스 에밀 실란패(핀란드어: Frans Eemil Sillanpää, 핀란드어 발음: [frɑns ˈeːmil ˈsilːɑmˌpæː], 1888년 9월 16일~1964년 6월 3일)는 핀란드의 작가이다.
1939년 노벨 문학상을 수상하였다. 그의 작품은 주로 농민들과 농촌의 삶을 소재로 하는데 사람을 자연의 필수적인 일부분이며 대지와 하나된 존재로 묘사하여 조금은 이상화된 농촌 생활을 그리고 있다.

## 생애
당시 러시아령 핀란드 대공국 남서부의 작은 마을인 해멘퀴뢰(Hämeenkyrö)의 농민 집안에서 태어나 그의 부모는 가난했지만 저축을 하여 실란페를 탐페레의 학교에 보냈다. 1908년 실란페는 의학 공부를 위해 헬싱키로 옮겼다. 헬싱키에서 실란페는 에로 예르네펠트, 장 시벨리우스, 유하니 아호, 페카 할로넨 등과 교우하였다.
1913년 헬싱키를 떠나 고향 마을로 되돌아가 작품활동에 전념했다. 1916년 첫 장편소설인 《삶과 태양》(Elämä ja aurinko)을 발표하였고 이어서 1919년에 핀란드 내전을 소재로 한 《온순한 유산》(Hurskas kurjuus)을 발표하였다. 그의 가장 유명한 작품은 1931년 발표한 《젊었을 때 잠들다》(Nuorena nukkunut, 한국에는 《실리아》라는 제목으로 소개)로 영어로 번역되어 미국과 영국에서 출판되었다.
1945년에는 마지막 장편인 《인생의 아름다움과 고통스러움》(Ihmiselon ihanuus ja kurjuus)을 발표하였다. 제2차 세계 대전 후에는 라디오 방송으로 활동 무대를 옮겼다. 1953년 《말하기와 묘사하기》(Poika eli elämäänsä), 1954년 Kerron ja kuvailen, 1956년 《그날의 최고 순간》(Päivä Korekeimmillaan) 등의 회고록을 발표하였다.
그는 흰 수염을 기른 모습으로 유명하여 '할아버지'란 뜻의 '타타'(Taata)라는 별명도 얻었다. 그의 작품은 전 세계 30여개의 언어로 번역되었고 상당수는 영화로 만들어졌다. 1964년 6월 3일에 헬싱키에서 삶을 마쳤다.